# 100 nejlepších detektivních románů všech dob
100 nejlepších detektivních románů všech dob je seznam publikovaný v knižní formě v roce 1990 britskou asociací autorů detektivních románů (Crime Writers' Association). O pět let později obdobná asociace v Americe (the Mystery Writers of America) publikovala podobný seznam knih. Seznamy se z velké části překrývají.

## Nejlepší detektivní romány podle Crime Writers' Association
1. Josephine Teyová: The Daughter of Time (1951), česky: Vrah či oběť (1968)
2. Raymond Chandler: The Big Sleep (1939), česky: Hluboký spánek (Mladá fronta 2011)
3. John le Carré: The Spy Who Came In From the Cold (1963), česky: Špión, který se vrátil z chladu (DNES 1992)
4. Dorothy L. Sayersová: Gaudy Night (1935), česky: Oxfordský anonym (NLN – Nakladatelství Lidové noviny 1995)
5. Agatha Christie: The Murder of Roger Ackroyd (1926), česky: Vražda Rogera Ackroyda (Knižní klub 2001)
6. Daphne du Maurier: Rebecca (1938), česky: Mrtvá a živá (Baronet 2007)
7. Raymond Chandler: Farewell My Lovely (1940), česky Sbohem buď, lásko má (Albatros 2005)
8. Wilkie Collins: The Moonstone (1868), česky: Měsíční kámen (Práce 1964)
9. Len Deighton: The IPCRESS File (1962)
10. Dashiell Hammett: The Maltese Falcon (1930), česky: Maltézský sokol (Obzor 1971)
11. Josephine Teyová: The Franchise Affair (1948), česky: Skandál v Milfordu (Odeon 1979)
12. Hillary Waugh: Last Seen Wearing ... (1952), česky: Naposledy viděna v... (Odeon 1985)
13. Umberto Eco: The Name of the Rose (1980), česky: Jméno růže (Nakladatelství Josefa Šimona 2007)
14. Geoffrey Household: Rogue Male (1939)
15. Raymond Chandler: The Long Goodbye (1953), česky: Loučení s Lennoxem (Albatros 2007)
16. Francis Iles: Malice Aforethought (1931)
17. Frederick Forsyth: The Day of the Jackal (1971), česky: Den pro Šakala (Knižní klub 2009)
18. Dorothy L. Sayersová: The Nine Tailors (1934), česky: Devět krejčíků. Další případ pro lorda Petra (Svoboda 1994)
19. Agatha Christie: And Then There Were None (1939), česky: Deset malých černoušků (Odeon 1988)
20. John Buchan: The Thirty-Nine Steps (1915), česky: Třicet devět stupňů (Ústřední tiskové družstvo sociální strany lidu pracujícího 1921)
21. Arthur Conan Doyle: Případy Sherlocka Holmese (1892–1927)
22. Dorothy L. Sayersová: Murder Must Advertise (1933), česky: Vražda potřebuje reklamu (Svoboda 1993)
23. Edgar Allan Poe: Tales of Mystery & Imagination (1852), jedná se o soubor několika povídek včetně Vražda v ulici Morgue, Zkáza rodu Usherů, Jáma a kyvadlo, Pád do Maelströmu, William Wilson
24. Eric Ambler: The Mask of Dimitrios (1939)
25. Edmund Crispin: The Moving Toyshop (1946), česky: Zatoulané hračkářství (Odeon 1971)
26. Margery Allinghamová: The Tiger in the Smoke (1952)
27. Peter Lovesey: The False Inspector Dew (1982)
28. Wilkie Collins: The Woman in White (1860), česky: Žena v bílém (Lidové nakladatelství 1977)
29. Barbara Vine: A Dark-Adapted Eye (1986)
30. James M. Cain: The Postman Always Rings Twice (1934), česky: Pošťák vždycky zvoní dvakrát (Garamond 2008)
31. Dashiell Hammett: The Glass Key (1931), česky: Skleněný klíč (Mladá fronta 1963)
32. Arthur Conan Doyle: The Hound of the Baskervilles (1902), česky: Pes baskervillský (Petit Press 2006)
33. John le Carré: Tinker, Tailor, Soldier, Spy (1974), česky Jeden musí z kola ven (Mladá fronta 2012)
34. E. C. Bentley: Trent's Last Case (1913)
35. Ian Fleming: From Russia, with Love (1957), česky: Srdečné pozdravy z Ruska (XYZ 2009)
36. Ed McBain: Cop Hater (1956), česky: Zabiják (Naše vojsko 1969)
37. Colin Dexter: The Dead of Jericho (1981), (nerozhodně s #36)
38. Patricia Highsmithová: Strangers on a Train (1950), slovensky: Neznámi z expresu (Pravda Bratislava 1971)
39. Ruth Rendellová: A Judgement in Stone (1977), slovensky: Rozsudok v kameni (Ikar 2001)
40. John Dickson Carr: The Three Coffins (1935), česky Tři rakve (Knižní klub 2007)
41. Anthony Berkeley: The Poisoned Chocolates Case (1929), česky: Případ otrávené bonboniéry (Mladá fronta 1966)
42. Ellis Petersová: A Morbid Taste for Bones (1977), česky: Zázrak svaté Winifredy (Mladá fronta 2005) (nerozhodně s #42)
43. Edith Pargeter: The Leper of Saint Giles (1981), česky: Malomocný U Svatého Jiljí (Mystery Press 2019)
44. Ira Levin: A Kiss Before Dying (1953), česky: Polib mne a zemřeš (1993)
45. Patricia Highsmithová: The Talented Mr. Ripley (1955), česky:Talentovaný pan Ripley (Paralela 50 1993)
46. Graham Greene: Brighton Rock (1938), česky: Černý chlapec (Práce 1946)
47. Raymond Chandler: The Lady in the Lake (1943), česky: Dáma v jezeře (Albros 2005)
48. Scott Turow: Presumed Innocent (1987), česky: Nedostatek důkazů (Knižní klub 1993)
49. Ruth Rendellová: A Demon in My View (1976)
50. John Dickson Carr: The Devil in Velvet (1951)
51. Barbara Vine: A Fatal Inversion (1987) (nerozhodně s #50)
52. Michael Innes: The Journeying Boy (1949)
53. P. D. Jamesová: A Taste for Death (1986), česky: Pachuť smrti (Motto 2008)
54. Jack Higgins: The Eagle Has Landed (1975), česky Orel přistál (1995)
55. Mary Stewartová: My Brother Michael (1960)
56. Peter Lovesey: Bertie and the Tin Man (1987)
57. Susan Moody: Penny Black (1984), (nerozhodně #56)
58. Len Deighton: Game, Set & Match (1984–1986)
59. Dick Francis: The Danger (1983), česky: Hrozba (Knižní klub 2011)
60. P. D. Jamesová: Devices and Desires (1989)
61. Reginald Hill: Under World (1988)
62. Mary Stewartová: Nine Coaches Waiting (1958), slovensky: Hodina bez konca (Smena 1970)
63. Paula Gosling: A Running Duck (1978)
64. Michael Gilbert: Smallbone Deceased (1950), česky: Nebožtík Smallbone (Mladá fronta 1970)
65. Lionel Davidson: The Rose of Tibet (1962), česky: Tibetská růže (BB art 2001)
66. P. D. Jamesová: Innocent Blood (1980), česky: Já si tě najdu (Motto 2000)
67. Dorothy L. Sayersová: Strong Poison (1930), slovensky: Prudký jed (Slovenský spisovateľ 1992)
68. Michael Innes: Hamlet, Revenge! (1937)
69. Tony Hillerman: A Thief of Time (1989), česky: Zloděj času (Paseka 2003)
70. Caryl Brahms & S. J. Simon: A Bullet in the Ballet (1937)
71. Reginald Hill: Deadheads (1983)
72. Graham Greene: The Third Man (1950), česky vyšlo v souboru Kapitán a nepřítel, Třetí muž, Poražený bere vše (Česká biblická společnost, Kalich 2008) společně s Loser Takes All a The Captain and the Enemy
73. Anthony Price: The Labyrinth Makers (1974)
74. Adam Hall: The Quiller Memorandum (1965)
75. Margaret Millar: Beast in View (1955), česky Ďábelská hra (Vyšehrad 2003)
76. Sarah Caudwell: The Shortest Way to Hades (1984)
77. Desmond Bagley: Running Blind (1970), česky: Běh naslepo (Knižní klub 2000)
78. Dick Francis: Twice Shy (1981), česky: Hra s čísly (Olympia 2001)
79. Richard Condon: The Manchurian Candidate (1959), česky Mandžuský kandidát (BB art 2004)
80. Caroline Grahamová: The Killings at Badger's Drift (1987), česky: Mrtví v Badger’s Drift (Knižní klub 2003)
81. Nicholas Blake: The Beast Must Die (1938)
82. Martin Cruz Smith: Gorky Park (1981) (nerozhodně s #81)
83. Agatha Christie: Death Comes as the End (1945), česky: Nakonec přijde smrt (Knižní klub 2007)
84. Christianna Brand: Green for Danger (1945), česky: Nebezpečí v zeleném (Plzákovo nakladatelství, Praha 1947)
85. Cyril Hare: Tragedy at Law (1942)
86. John Fowles: The Collector (1963), česky: Sběratel (Volvox Globator 2004)
87. J. J. Marric: Gideon's Day (1955)
88. Lionel Davidson: The Sun Chemist (1976)
89. Alistair MacLean: The Guns of Navarone (1957), česky: Děla z Navarone (Knižní klub 1998)
90. Julian Symons: The Colour of Murder (1957)
91. John Buchan: Greenmantle (1916)
92. Erskine Childers: The Riddle of the Sands (1903)
93. Peter Lovesey: Wobble to Death (1970)
94. Dashiell Hammett: Red Harvest (1929), česky vydáno spolu s The Maltese Falcon a The Thin Man: 3 krvavé historie (SNKLU - Státní nakladatelství krásné literatury a umění 1995)
95. Ken Follett: The Key to Rebecca (1980), česky: Klíč k Rebece (Laser 1994)
96. Ed McBain: Sadie When She Died (1972), česky: Zemřela jako Sadie (BB art 2010)
97. H. R. F. Keating: The Murder of the Maharajah (1980)
98. Simon Brett: What Bloody Man Is That? (1987)
99. Gavin Lyall: Shooting Script (1966)
100. Edgar Wallace: The Four Just Men (1906) , česky: Muž nad zákon (Návrat 1999)

## Nejlepší detektivní romány podle Mystery Writers of America
1. Arthur Conan Doyle: Případy Sherlocka Holmese (1892–1927)
2. Dashiell Hammett: The Maltese Falcon (1930), česky: Maltézský sokol (Obzor 1971)
3. Edgar Allan Poe: Tales of Mystery & Imagination (1852), jedná se o soubor několika povídek včetně Vražda v ulici Morgue,Zkáza rodu Usherů, Jáma a kyvadlo, Pád do Maelströmu, William Wilson
4. Josephine Teyová: The Daughter of Time (1951), česky: Vrah či obeť (1968)
5. Scott Turow: Presumed Innocent (1987), česky: Nedostatek důkazů (Knižní klub 1993)
6. John le Carré: The Spy Who Came In From the Cold (1963), česky: Špión, který se vrátil z chladu (DNES 1992)
7. Wilkie Collins: The Moonstone (1868), česky: Měsíční kámen (Práce 1964)
8. Raymond Chandler: The Big Sleep (1939), česky: Hluboký spánek (Mladá fronta 2011)
9. Daphne du Maurier: Rebecca (1938), česky: Mrtvá a živá (Baronet 2007)
10. Agatha Christie: And Then There Were None (1939), česky: Deset malých černoušků (Odeon 1988)
11. Robert Traver: Anatomy of a Murder (1958), slovensky: Anatómia vraždy (Slovenský spisovateľ 1968)[pouze MWA 1]
12. Agatha Christie: The Murder of Roger Ackroyd (1926), česky: Vražda Rogera Ackroyda (Knižní klub 2001)
13. Raymond Chandler: The Long Goodbye (1953), česky: Loučení s Lennoxem (Albatros 2007)
14. James M. Cain: The Postman Always Rings Twice (1934), česky: Pošťák vždycky zvoní dvakrát (Garamond 2008)
15. Mario Puzo: The Godfather (1969), česky: Kmotr (Knižní klub 2003)[pouze MWA 1]
16. Thomas Harris: The Silence of the Lambs (1988), česky: Mlčení jehňátek (Československý spisovatel 2011)[pouze MWA 1]
17. Eric Ambler: A Coffin for Dimitrios (1939)
18. Dorothy L. Sayersová: Gaudy Night (1935), česky: Oxfordský anonym (NLN – Nakladatelství Lidové noviny 1995)
19. Agatha Christie: The Witness for the Prosecution (1948) [pozn 1]
20. Frederick Forsyth: The Day of the Jackal (1971), česky: Den pro Šakala (Knižní klub 2009)
21. Raymond Chandler: Farewell My Lovely (1940), česky Sbohem buď, lásko má (Albatros 2005)
22. John Buchan: The Thirty-Nine Steps (1915), česky: Třicet devět stupňů (Ústřední tiskové družstvo sociální strany lidu pracujícího 1921)
23. Umberto Eco: The Name of the Rose (1980), česky: Jméno růže (Nakladatelství Josefa Šimona 2007)
24. Fjodor Michajlovič Dostojevskij: Prestuplenije i nakazanije (1866), česky: Zločin a trest (např. Academia 2004) [pouze MWA 1]
25. Ken Follett: Eye of the Needle (1978), česky: Oko jehly (Tiberone 1996) [pouze MWA 1]
26. John Mortimer: Rumpole of the Bailey (1978), česky Příběhy obhájce Rumpolea (Academia 2002) [pouze MWA 1]
27. Thomas Harris: Red Dragon (1981), česky Červený drak (Alpress 2000) [pouze MWA 1]
28. Dorothy L. Sayersová: The Nine Tailors (1934), česky: Devět krejčíků. Další případ pro lorda Petra (Svoboda 1994)
29. Gregory Mcdonald: Fletch (1974) [pouze MWA 1]
30. John le Carré: Tinker, Tailor, Soldier, Spy (1974), česky Jeden musí z kola ven (Mladá fronta 2012)
31. Dashiell Hammett: The Thin Man (1934), česky vydáno spolu s The Maltese Falcon a Red Harvest: 3 krvavé historie (SNKLU - Státní nakladatelství krásné literatury a umění 1995)
32. Wilkie Collins: The Woman in White (1860), česky: Žena v bílém (Lidové nakladatelství 1977)
33. E. C. Bentley: Trent's Last Case (1913)
34. James M. Cain: Double Indemnity (1943) [pouze MWA 1]
35. Martin Cruz Smith: Gorky Park (1981)
36. Dorothy L. Sayersová: Strong Poison (1930), slovensky: Prudký jed (Slovenský spisovateľ 1992)
37. Tony Hillerman: Dance Hall of the Dead (1973) [pouze MWA 1], česky: Dům, kde tančí mrtví / Lidé temnot (Mladá fronta 1992)
38. Donald E. Westlake: The Hot Rock (1970) [pouze MWA 1], česky Jak neuloupit smaragd (Odeon 1984)
39. Dashiell Hammett: Red Harvest (1929), česky vydáno spolu s The Maltese Falcon a The Thin Man: 3 krvavé historie (SNKLU - Státní nakladatelství krásné literatury a umění 1995)
40. Mary Roberts Rinehart: The Circular Staircase (1908) [pouze MWA 1]
41. Agatha Christie: Murder on the Orient Express (1934) [pouze MWA 1], česky: Vražda v Orient-expresu (Knižní klub 2003)
42. John Grisham: The Firm (1991)[pouze MWA 1], česky: Firma (Ikar 1993)
43. Len Deighton: The IPCRESS File (1962)
44. Vera Caspary: Laura (1942)[pouze MWA 1]
45. Mickey Spillane: I, the Jury (1947)[pouze MWA 1], česky Já, porota (DNES 1991)
46. Maj Sjöwallová a Per Wahlöö: Den Skrattande Polisen (1968)[pouze MWA 1], česky Noční autobus (Mladá frontra 1974)
47. Donald E. Westlake: Bank Shot (1972)[pouze MWA 1], česky Ukradená banka (Albatros 2004)
48. Graham Greene: The Third Man (1950), česky vyšlo v souboru Kapitán a nepřítel, Třetí muž, Poražený bere vše (Česká biblická společnost, Kalich 2008) společně s Loser Takes All a The Captain and the Enemy
49. Jim Thompson: The Killer Inside Me (1952) [pouze MWA 1]
50. Mary Higgins Clark: Where Are the Children? (1975)[pouze MWA 1], česky Kam se poděly děti (Alpress 2004)
51. Sue Graftonová: „A“ is for Alibi (1982) [pouze MWA 1], česky: A... jako alibi (BB art 2001)
52. Lawrence Sanders: The First Deadly Sin (1973)[pouze MWA 1]
53. Tony Hillerman: A Thief of Time (1989), česky: Zloděj času (Paseka 2003)
54. Truman Capote: In Cold Blood (1966) [pouze MWA 1], česky Chladnokrevně (Knižní klub 2006)
55. Geoffrey Household: Rogue Male (1939)
56. Dorothy L. Sayersová: Murder Must Advertise (1933), česky: Vražda potřebuje reklamu (Svoboda 1993)
57. Gilbert Keith Chesterton: The Innocence of Father Brown (1911)[pouze MWA 1], česky Nevinnost otce Browna (Karmelitánské nakladatelství 2010)
58. John le Carré: Smiley's People (1979) [pouze MWA 1], česky: Smileyho lidé (Svoboda 1994)
59. Raymond Chandler: The Lady in the Lake (1943), česky: Dáma v jezeře (Albros 2005)
60. Harper Leeová: To Kill a Mockingbird (1960) [pouze MWA 1], česky: Jako zabít ptáčka (XYZ 2009)
61. Graham Greene: Our Man in Havana (1958) [pouze MWA 1], česky: Náš člověk v Havaně (Odeon 1961)
62. Charles Dickens: The Mystery of Edwin Drood (1870) [pouze MWA 1], česky Záhada Edwina Drooda (Albatros 2008)
63. Peter Lovesey: Wobble to Death (1970)
64. William Somerset Maugham: Ashenden (1928) [pouze MWA 1]
65. Nicholas Meyer: The Seven Per-Cent Solution (1974) [pouze MWA 1], česky Prokletí Sherlocka Holmese (Jota 2002)
66. Rex Stout: The Doorbell Rang (1965) [pouze MWA 1], česky: U dveří zazněl zvonek (Československý spisovatel 1969)
67. Elmore Leonard: Stick (1983) [pouze MWA 1]
68. John le Carré: The Little Drummer Girl (1983) [pouze MWA 1]
69. Graham Greene: Brighton Rock (1938), česky: Černý chlapec (Práce 1946)
70. Bram Stoker: Dracula (1897) [pouze MWA 1]
71. Patricia Highsmithová: The Talented Mr. Ripley (1955), česky: Talentovaný pan Ripley (Paralela 50 1993)
72. Edmund Crispin: The Moving Toyshop (1946), česky: Zatoulané hračkářství (Odeon 1971)
73. John Grisham: A Time to Kill (1989) [pouze MWA 1], česky ...a je čas zabíjet (Knižní klub 1994)
74. Hillary Waugh: Last Seen Wearing ... (1952), česky: Naposledy viděna v... (Odeon 1985)
75. W. R. Burnett: Little Caesar (1929) [pouze MWA 1]
76. George V. Higgins: The Friends of Eddie Coyle (1972) [pouze MWA 1]
77. Dorothy L. Sayersová: Clouds of Witness (1927) [pouze MWA 1]
78. Ian Fleming: From Russia, with Love (1957), česky: Srdečné pozdravy z Ruska (XYZ 2009)
79. Margaret Millar: Beast in View (1955), česky Ďábelská hra (Vyšehrad 2003)
80. Michael Gilbert: Smallbone Deceased (1950), česky: Nebožtík Smallbone (Mladá fronta 1970)
81. Josephine Teyová: The Franchise Affair (1948), česky: Skandál v Milfordu (Odeon 1979)
82. Elizabeth Peters: Crocodile on the Sandbank (1975) [pouze MWA 1], česky: Krokodýl na písčině (Alpress 1998)
83. P. D. Jamesová: Shroud for a Nightingale (1971) [pouze MWA 1], česky: Rubáš pro slavíka (Motto 2001)
84. Tom Clancy: The Hunt for Red October (1984) [pouze MWA 1], česky: Hon na ponorku (Mustang 1995)
85. Ross Thomas: Chinaman's Chance (1978) [pouze MWA 1]
86. Joseph Conrad: The Secret Agent (1907) [pouze MWA 1]
87. John D. MacDonald: The Dreadful Lemon Sky (1975) [pouze MWA 1]
88. Dashiell Hammett: The Glass Key (1931), česky: Skleněný klíč (Mladá fronta 1963)
89. Ruth Rendellová: A Judgement in Stone (1977), slovensky: Rozsudok v kameni (Ikar 2001)
90. Josephine Teyová: Brat Farrar (1950) [pouze MWA 1]
91. Ross Macdonald: The Chill (1963) [pouze MWA 1], česky: Zamrazení (Argo 1994)
92. Walter Mosley: Devil in a Blue Dress (1990) [pozn 2][pouze MWA 1]
93. Joseph Wambaugh: The Choirboys (1975) [pouze MWA 1]
94. Donald E. Westlake: God Save the Mark (1967) [pouze MWA 1]
95. Craig Rice: Home Sweet Homicide (1944) [pouze MWA 1]
96. John Dickson Carr: The Three Coffins (1935), česky Tři rakve (Knižní klub 2007)
97. Richard Condon: Prizzi's Honor (1982) [pouze MWA 1]
98. James H. McClure: The Steam Pig (1974) [pouze MWA 1], česky Parní válec (Odeon 1977)
99. Jack Finney: Time and Again (1970) [pouze MWA 1]
100. Ellis Petersová: A Morbid Taste for Bones (1977) a Ira Levin: Rosemary's Baby (1967)[pouze MWA 1], česky Rosemary má děťátko (Odeon 1976)(nerozhodně)